# باشگاه فوتبال پالمیراس
سوسیداد اسپورتیوا پالمیراس (به پرتغالی: Sociedade Esportiva Palmeiras) یا به‌طور ساده پالمیراس یک باشگاه فوتبال برزیلی واقع در شهر سائو پائولو است. این باشگاه در ۲۶ اوت سال ۱۹۱۴ با نام پالسترا ایتالیا تأسیس شد اما در ۱۴ سپتامبر ۱۹۴۲ به نام کنونی تغییر نام داد.
پالمیراس، ۱۲ بار قهرمان سری آ برزیل شده است.
در سال ۱۹۹۹، این تیم به عنوان قهرمان سدهٔ فوتبال برزیل معرفی شد. این تیم ۴ بار در جام حذفی برزیل، قهرمان شده است. تیم پالمیراس ۳ بار نیز در جام لیبرتادورس قهرمان شده است.

## افتخارات
بین‌المللی
- کوپا ریو (بین‌المللی)

قهرمان (۱): ۱۹۵۱
- جام باشگاه‌های جهان

نایب قهرمان (۱): ۲۰۲۱
- جام بین قاره‌ای

نایب قهرمان (۱): ۱۹۹۹
- جام رامون ده کارانزا

قهرمان (۳): ۱۹۶۹، ۱۹۷۴، ۱۹۷۵
نایب قهرمان (۱): ۱۹۹۳
- جام کیرین

قهرمان (۱): ۱۹۷۸ (مشترک با بروسیا مونشن‌گلادباخ)
- جام دوستانه یورو-آمریکا

قهرمان (۲): ۱۹۹۱، ۱۹۹۶
قاره‌ای
- جام لیبرتادورس

قهرمان (۳): ۱۹۹۹، ۲۰۲۰، ۲۰۲۱
نایب قهرمان (۳): ۱۹۶۱، ۲۰۶۸، ۲۰۰۰
- رکوپا سودامریکانا

قهرمان (۱): ۲۰۲۲
نایب قهرمان (۱): ۲۰۲۱
- کوپا مرکوسور

قهرمان (۱): ۱۹۹۸
نایب قهرمان (۲): ۱۹۹۹، ۲۰۰۰
ملی
- سری آ برزیل

قهرمان (۱۲): ۱۹۶۰، ۱۹۶۷ ،۱۹۶۷، ۱۹۶۹، ۱۹۷۲، ۱۹۷۳، ۱۹۹۳، ۱۹۹۴، ۲۰۱۶، ۲۰۱۸، ۲۰۲۲، ۲۰۲۳
نایب قهرمان (۵): ۱۹۷۰، ۱۹۷۸، ۱۹۹۷، ۲۰۱۷، ۲۰۲۴
- جام حذفی فوتبال برزیل

قهرمان (۴): ۱۹۹۸، ۲۰۱۲، ۲۰۱۵، ۲۰۲۰
نایب قهرمان (۱): ۱۹۹۶
- سوپر جام فوتبال برزیل

قهرمان (۱): ۲۰۲۳
- Copa dos Campeões

قهرمان (۱): ۲۰۰۰
ایالتی/ بین ایالتی
- قهرمانی پائولیستا (۲۶): ۱۹۲۰, ۱۹۲۶, ۱۹۲۷, ۱۹۳۲, ۱۹۳۳, ۱۹۳۴, ۱۹۳۶, ۱۹۴۰, ۱۹۴۲, ۱۹۴۴, ۱۹۴۷, ۱۹۵۰, ۱۹۵۹, ۱۹۶۳, ۱۹۶۶, ۱۹۷۲, ۱۹۷۴, ۱۹۷۶, ۱۹۹۳, ۱۹۹۴, ۱۹۹۶, ۲۰۰۸, ۲۰۲۰, ۲۰۲۲, ۲۰۲۳, ۲۰۲۴
- تورنمنت ریو-سائو پائولو (۵): ۱۹۳۳، ۱۹۵۱، ۱۹۶۵، ۱۹۹۳، ۲۰۰۰

- روبرتو کارلوس
- ریوالدو
- کافو
- زی روبرتو
- فیلیپه ملو
- وورتون پریرا دا سیلوا
- گوستاوو گومز
- یری مینا

1. ↑  مشارکت‌کنندگان ویکی‌پدیا. «Sociedade Esportiva Palmeiras». در دانشنامهٔ ویکی‌پدیای انگلیسی، بازبینی‌شده در ۲۱ مه ۲۰۱۱.